# (38025) 1998 QF
1998 كيو أف (ويعرف أيضًا باسم (38025) 1998 كيو أف وفق تسمية الكوكب الصغير) (بالإنجليزية: 1998 QF)‏ هو كويكب ضمن حزام الكويكبات؛ وترتيبه 38025 من حيث الاكتشاف.
اكتُشف هذا الجُرم الفلكي بواسطة Paul G. Comba ‏ في 17 أغسطس 1998.

## وصلات خارجية
- (38025) 1998 QF في قاعدة بيانات مختبر الدفع النفاث لأجرام النظام الشمسي الصغيرة

- الاكتشاف · مخطط المدار ·  العناصر المدارية · المعلمات المادية

- (38025) 1998 QF على موقع ويكي سكاي: DSS2, SDSS, GALEX, IRAS, Hydrogen α, X-Ray, Astrophoto, Sky Map, Articles and images